# Ларионова, Римма Ивановна
Римма Ивановна Ларионова (в девичестве — Кошелева; 1 апреля 1936, Горький — 27 июля 2023) — советская легкоатлетка, специализировавшаяся на беге с барьерами. Участница Олимпийских игр 1960 года. Мастер спорта СССР международного класса.

## Биография
Родилась 1 апреля 1936 года в городе Горьком (ныне Нижний Новгород) в семье железнодорожников. Её отец, участник Великой Отечественной войны, вернулся с фронта инвалидом — без ноги. Когда Римме было 14 лет, умерла мать, и дальнейшее воспитание Риммы и её двух сестёр взяла на себя мачеха. Жила в районе Канавино.
Занималась лёгкой атлетикой на стадионе «Локомотив». После школы она поступила в физкультурный техникум, где познакомилась с преподавателем Валентином Григорьевичем Ларионовым, который стал её тренером, а в 1963 году — супругом. Окончила факультет физического воспитания Горьковского государственного педагогического института имени М. Горького.
Представляла общество «Буревестник» (Горький). Завоёвывала золото чемпионата СССР в беге на 80 метров с барьерами в 1962 году. Четырёхкратная серебряная медалистка советского чемпионата (1960, 1965, 1966 — в беге на 80 метров с барьерами и 1969 — в беге на 100 метров с барьерами). Также четыре раза брала бронзу в 1959, 1961, 1963, 1964 годах.
С 1959 по 1971 год входила в состав сборной СССР. Участница Олимпийских игр 1960 года в Риме, где заняла 6 метро на дистанции 80 метров с барьерами. Выступала на чемпионатах Европы в 1962 году в Белграде и 1966 году в Будапеште. На Универсиаде 1961 года в Софии взяла золото в эстафете 4 по 100 метров и серебро в 80 метрах с барьерами. Принимала участие в матчах СССР — США, где в 1961 году заняла второе место.
На соревнованиях в Туле 26 июня 1960 года установила мировой рекорд на дистанции 80 метров с барьерами с результатом 10,6 секунды.
Накануне Олимпиады 1964 года с ней произошёл трагический случай на тренировке: она получила сотрясение мозга после столкновения с бегуном из мужской сборной в результате чего поездка в Токио на соревнования стала невозможной.
В 1971 году Римма Ивановна завершила спортивную карьеру. После этого она работала тренером, преподавала физическую культуру в школе, а также в швейном училище и музыкальном колледже.
Скончалась 27 июля 2023 года. Похоронена на Федяковском кладбище.